# Cestonionerva latigena
Cestonionerva latigena là một loài ruồi trong họ Tachinidae.